# Cantonul Plouaret
Cantonul Plouaret este un canton din arondismentul Lannion, departamentul Côtes-d'Armor, regiunea Bretania, Franța.

## Comune
- Loguivy-Plougras
- Plouaret (reședință)
- Plounérin
- Plounévez-Moëdec
- Plougras
- Pluzunet
- Tonquédec
- Trégrom
- Le Vieux-Marché